# داروسنتمیکلوش
داروسنت‌میکلوش (به مجاری:  Daruszentmiklós) یک شهرداری در مجارستان است که در ناحیه دونااوی‌واروش واقع شده‌است. داروسنت‌میکلوش ۱۹٫۲۸ کیلومتر مربع مساحت و ۱٬۴۶۹ نفر جمعیت دارد.